# Orrorin tugenensis
Orrorin tugenensis és un homínid extint, actualment és l'única espècie dins del gènere Orrorin. És conegut també com a «humà del mil·lenni».
Després de Sahelanthropus tchadensis és considerat com el segon homínid més antic que sigui un possible antescessor del gènere humà.
Té una antiguitat d'entre 6,1 i 5,8 milions d'anys i les seves restes fòssils (pertanyents a cinc individus) foren trobades l'any 2000 a Tugen (Kenya).
Pel fèmur trobat sembla que era bípede i la seva dentadura suggereix que era principalment vegetarià arribant a l'estatura d'un ximpanzé.
Si Orrorin realment fos un antecessor directe de la humanitat (cosa sobre la qual hi ha molta controvèrsia científica) els australopitecs com Australopithecus afarensis ("Lucy") haurien de ser considerats només com a branca lateral en l'evolució cap a l'espècie humana.